# Лжепророк

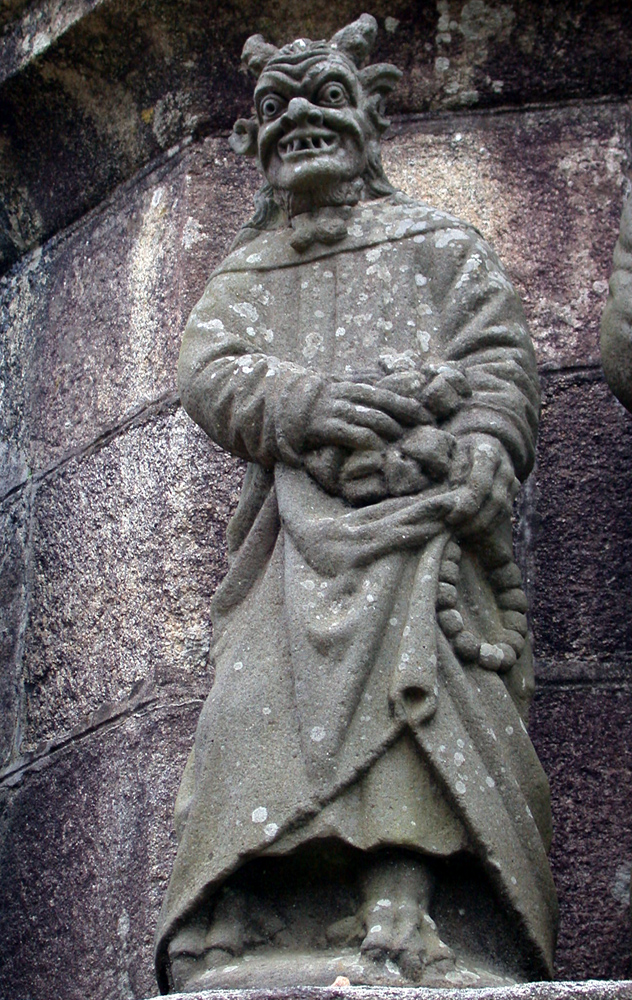
Псевдопророк з Об'явлення описується як такий, що має демонічні якості

Псевдопророк або лжепророк (іноді кривопророк) у релігійному віровченні — це особа, яка незаконно претендує на якості пророцтва або проголошує себе володарем чи одержувачем певних божественних дарів, не маючи їх насправді.
Лжепророками вважаються ті, хто претендує на володіння фальшивим даром пророчого характеру, або фальшивою харизмою, фальшивим публічним іміджем чи зовнішністю, які вони використовують у прихованих цілях, що можуть бути демагогічними, демонічними, політичними чи іншими корисливими, економічними, особистими інтересами тощо.
Це слово також використовується в розмовній мові для позначення шахрая або самозванця, який прикидається доброю людиною, коли насправді приховує злісні та незаконні мотиви.

## Християнство
У Біблії, як у Старому, так і в Новому Завіті, є пророчі застереження щодо осіб, які видають себе за фальшивих пророків або фальшивих месій (фальшивих спасителів). Існують численні застереження і заклики до вірян бути пильними в цьому відношенні. Наступні вірші — це слова, сказані Ісусом Христом у Нагірній проповіді:
«Стережіться лжепророків, які приходять замасковані в овечу шкіру, а насправді є вовками лютими. Ви їх впізнаєте по їхніх вчинках: бо не буде добрих вчинків від злої людини, саме як не буває винограду на терновому кущі або фіґ в будяках. Добре дерево дає добрі плоди, а погане — погані. Не буває доброго дерева, що приносило б погані плоди, як не буває й поганого дерева, що приносило б добрі плоди. Кожне дерево, що не дає добрих плодів, зрубують і кидають у вогонь.»

Від Матвія 7:15-19
У Новому Завіті також розглядається та ж тема фальшивого пророка і необхідності правильно розрізняти фальшивих і справжніх пророків. Ісус передбачив майбутню появу фальшивих пророків і фальшивих Месій, стверджуючи, що вони чинитимуть великі знаки й чудеса та обманюватимуть багатьох людей. Наступні вірші взяті з Оливної проповіді:
«Бо чимало прийде людей, які користуватимуться іменем Моїм, кажучи: „Я — Христос”, — і багатьох вони обдурять. Як почуєте ви відлуння близьких боїв, та дізнаєтеся про віддаленні битви, не лякайтеся; це неодмінно має статися, але це ще не кінець. Народ повстане проти народу, а царство — проти царства. Прийде голод, й землетруси траплятимуться в різних кінцях світу. Та все це буде лише початком мук і страждань, то лише перші перейми, на зразок тих, що жінка має під час пологів. Люди пойдуть проти вас, та віддадуть на страждання і смерть. Вас ненавидітимуть усі народи за те, що ви йшли за Мною. В той час багато людей зневіриться та відцурається своєї віри. Вони зраджуватимуть і ненавидітимуть одне одного. І з’явиться багато лжепророків, й обдурюватимуть багатьох людей. Через те, що запанує беззаконня, любов у багатьох віруючих охолоне. І ця Добра Звістка, Євангелія про Царство Боже, проповідуватиметься по всьому світі як свідчення для всіх народів. Отоді настане кінець».»

Від Матвія 24:5-12,14
У Другому посланні до Коринтян фальшиві пророки описуються як служителі сатани, які маскуються під апостолів Христа:
«Навіщо? Може, тому, що я не люблю вас? Та Бог знає, як я вас люблю. Але те, що я роблю, я робитиму і надалі, щоб не дати можливості тим іншим «апостолам» ставити себе в рівень з нами в тім, про що вони вихваляються. Бо ці люди — лжеапостоли. Вони лукаві, бо видають себе за апостолів Христових.»

Друге Послання до Коринтян 11:11-13
У цьому сенсі Люцифер і його армія демонів також описуються як фальшиві пророки.

В Євангелії від Луки Ісус провів моральне пояснення своїм учням, використовуючи аналогію з фальшивими пророками Старого Завіту:
«Горе вам, про кого всі добре говорять, так їхні предки вихваляли лжепророків»

Від Луки 6:26
У Діяннях апостолів Павло і Варнава зустріли на острові Кіпр фальшивого пророка, на ім'я Еліма Бар-Ісус.
«Послані Духом Святим, вони вирушили до Селевкії, звідки відпливли на Кіпр. Опинившись у Саламині, вони проповідували Слово Боже в юдейських синагогах. Їм допомагав Іоан Марко. Вони перетнули весь острів аж до Пафоса, там зустріли ворожбита і лжепророка, юдея, якого звали Вар-Ісус. Він був при губернаторі Сергії Павлі, чоловікові розумному. Той послав по Варнаву й Савла, бо хотів почути Слово Боже. Але проти них виступив Елімас-ворожбит (так перекладається його ім’я). Він намагався відвернути губернатора від віри в Ісуса. Тоді Савл, якого також звали Павлом, сповнений Духа Святого, поглянув пильно на Елімаса й сказав: «Ти повен усіляких підступів і лихого лукавства! Ти син диявола, і ворог усього доброго! Чи припиниш ти коли-небудь удавати брехню за істини Господні? Тож слухай! Господь торкнеться тебе і ти осліпнеш й певний час не бачитимеш сонця». Тієї ж миті глибока темрява накрила Елімасові очі, і він почав ходити безпорадно кругами, намагаючись знайти когось, хто повів би його за руку.»

Діяння Апостолів 13:4-11
Ця історія відповідає опису, що міститься у Второзаконня. В ній стверджується, що Елима намагається відвернути Сергія Паулюса від істинної віри, подібно до фальшивого пророка, описаного в попередніх віршах.

У Другому Посланні Петра проводиться порівняння між фальшивими вчителями й фальшивими пророками, і те, як перші приносять фальшиві вчення, подібно до фальшивих пророків давніх часів:
«У минулому з’являлися лжепророки серед людей Божих, так само, як і серед вас будуть лженаставники. Вони будуть нести згубні вчення і заперечувати Господу, Який заплатив за їхню свободу. Тим самим вони самі ведуть себе до загибелі. Багато хто йтиме за ними у своїй розпусті. І через них дорога правди буде зневажена. Жадібні, вони зароблятимуть на вас, обдурених їхніми облесливими словами. Та вирок їм давно винесено, і Всевишній принесе їм неминучу загибель.»

Друге Послання Петра 2:1-3
Лжепророк, опис якого виділяється в Новому Завіті, згадується в Книзі Об'явлення, який, згідно з пророцтвом, буде агентом Звіра Об'явлення і союзником Антихриста або Сатани, обидва вони будуть вкинуті разом в "озеро вогню і сірки" в кінці часів. Постать Лжепророка є однією з найбільших загадок есхатології.

## Юдаїзм
В юдаїзмі Ісус вважається найвпливовішим і, відповідно, найшкідливішим з усіх фальшивих пророків. Оскільки традиційна єврейська віра вважає, що Месія ще не прийшов і месіанська ера ще не настала, Ісус повністю відкидається як Месія або божество.
Юдаїзм ніколи не приймав жодного з передбачуваних виконань пророцтв, приписуваних Ісусу християнством. Юдаїзм також забороняє поклоніння будь-якій особі як форму ідолопоклонства, оскільки центральною вірою в юдаїзмі є абсолютна єдність і одиничність Бога. Єврейська есхатологія стверджує, що прихід Месії буде пов'язаний з певною серією подій, які ще не відбулися, включаючи повернення євреїв на батьківщину, відбудову Храму в Єрусалимі, месіанську еру миру і взаєморозуміння, а також пізнання Бога, що наповнить землю. Оскільки євреї вважають, що жодна з цих подій не відбулася за життя Ісуса (ні після нього), він не вважається Месією.